# Perisama intermedia
Perisama intermedia är en fjärilsart som beskrevs av Charles Oberthür 1916. Perisama intermedia ingår i släktet Perisama och familjen praktfjärilar. Inga underarter finns listade i Catalogue of Life.